# اندیس آهن وردآورد
آهن وردآورد یک اندیس فلزی است که در حوالی شهر تویسرکان استان همدان قرار دارد و مادهٔ معدنی موجود در آن، آهن است.  